# جوزيبي غينتايل (ممثل)
جوزيبي غينتايل (بالإيطالية: Giuseppe Gentile)‏ هو منافس ألعاب قوى وممثل إيطالي، ولد في 4 سبتمبر 1943 في روما في إيطاليا.

## أعمال

### أفلام
- (1969) ميديا

## وصلات خارجية
- جوزيبي غينتايل على موقع الاتحاد الدولي لألعاب القوى (الإنجليزية)
- جوزيبي غينتايل على موقع الاتحاد الإيطالي لألعاب القوى (الإيطالية)
- جوزيبي غينتايل على موقع أوليمبيديا (الإنجليزية)
- جوزيبي غينتايل على موقع اللجنة الأولمبية الإيطالية (الإيطالية)
- جوزيبي غينتايل على موقع IMDb (الإنجليزية)
- جوزيبي غينتايل على موقع قاعدة بيانات الفيلم (الإنجليزية)